# ティルトウイング
ティルトウィング（tiltwing）とは、垂直（短距離）離着陸のための手法のひとつ。エンジンポッドを主翼ごと機体に対して傾ける（ティルトする）こと。ローターのみ傾けるタイプの機体はティルトローターという。

## 構造
ティルトウィングを装備した航空機は、外見はプロペラ機に似ているが、主翼の角度を変えることで垂直上昇ができる。上昇後は、主翼を前方に傾けてターボプロップ機として飛行する。

## 利点・欠点
ティルトローターに比べVTOLモード時にダウンウォッシュを受けないという利点がある。
反面STOLモードでは迎え角が大きいため抗力も大きくなり、また全般的に風の悪影響を受けやすいといった欠点がある。

## 採用機種例
- カナディア CL-84
- VZ-2 (航空機)
- X-18 (航空機)
- X-22 (航空機)
- XC-142 (航空機)
- X-P4 (無人航空機)
- TW-68 (航空機)

## 関連
- 垂直離着陸機
- 航空機の離着陸方法
- ティルトローター
- 船外機